# Kamalesh Sharma

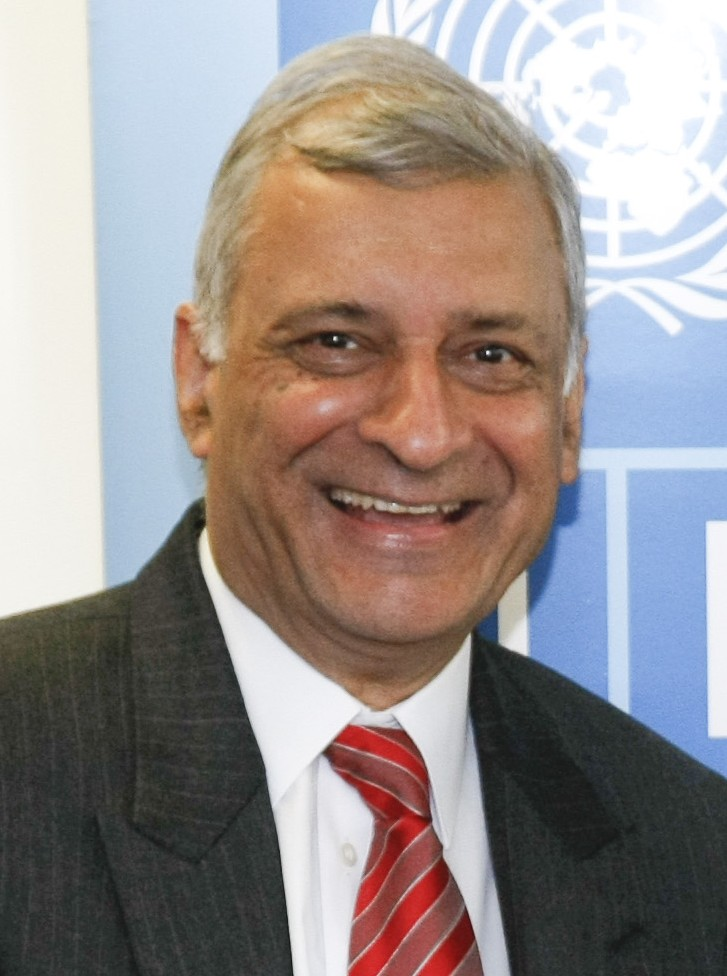
Kamalesh Sharma (2009)

Kamalesh Sharma (Hindi: कमलेश शर्मा) (* 30. September 1941) ist ein indischer Diplomat und ehemaliger Generalsekretär des Commonwealth of Nations.

## Biografie
Sharma studierte nach der Schulausbildung am St. Stephen’s College in Delhi sowie am King’s College in Cambridge und trat 1965 in den Diplomatischen Dienst ein. Er war von 1997 bis 2002 Ständiger Vertreter bei den Vereinten Nationen (UN) in New York City. Danach war er vom 21. Mai 2002 bis 21. Mai 2004 als Sondergesandter des UN-Generalsekretärs in Osttimor. Zuletzt war er zwischen 2004 und 2008 Hochkommissar (High Commissioner) im Vereinigten Königreich.
Am 1. April 2008 wurde er als Nachfolger von Donald McKinnon zum Generalsekretär des Commonwealth of Nations gewählt und war damit der erste Inder in einer Spitzenposition dieser Verbindung von souveränen Staaten, welche in erster Linie vom Vereinigten Königreich und dessen ehemaligen Kolonien gebildet wird. Bei der Wahl auf dem Gipfeltreffen der Commonwealthstaaten im November 2007 in Kampala setzte er sich gegen den damaligen maltesischen Außenminister Michael Frendo durch. Am 1. April 2016 wurde er durch Patricia Scotland abgelöst.
Seit Juli 2009 ist er als Nachfolger des ehemaligen US-Senators George J. Mitchell außerdem Kanzler (Chancellor) der Queen’s University of Belfast.